# La Bella Principessa
La Bella Principessa (também conhecida como Retrato de Branca Maria Sforza, Perfil de Jovem Moça em Vestido Renascentista e Retrato de uma Jovem Noiva), é um retrato em giz e tinta colorida, em papel velino, de uma jovem senhora de moda e penteado milanês da década de 1490.
Vendido em leilão em 1998 como obra alemã do início do século XIX, alguns especialistas já atribuíram a pintura a Leonardo da Vinci. Em 2010, um desses especialistas, Martin Kemp, tornou-se assunto do livro  La Bella Principessa: The Story of the New Masterpiece by Leonardo da Vinci. As evidências descobertas em 2011, responsáveis pela sua proveniência, fortaleceram a atribuição a Leonardo; o papel parece ter sido cortado de um livro milanês, do qual o restante há muito tempo esteve em Varsóvia, que vem do milieu de Ludovico Sforza, empregador de Leonardo.
A atribuição a Leonardo da Vinci foi contestada. Alguns dos que não concordam com a atribuição acreditam que o retrato foi feito por um artista alemão do início do século XIX imitando o estilo do Renascimento italiano, embora um recente teste de radiocarbono mostre uma data muito anterior para o papel velino. O proprietário atual comprou o retrato em 2007.